# Осминин, Станислав Александрович
Станислав Александрович Осминин — советский хозяйственный, государственный и политический деятель.

## Биография
Родился в 1934 году в Вологде. Член ВКП(б).
С 1958 года — на хозяйственной, общественной и политической работе. В 1958—1994 гг. — заместитель заведующего, заведующий сельскохозяйственным отделом Вологодского обкома КПСС, заместитель председателя Вологодского облисполкома, секретарь Вологодского обкома КПСС, второй секретарь Кировского обкома КПСС, председатель Кировского облисполкома, первый секретарь Кировского обкома КПСС, член Совета Республики Верховного Совета РФ, член Комитета по социальному развитию села, аграрным вопросам и продовольствию.
Избирался депутатом Верховного Совета РСФСР 11-го созыва, народным депутатом России.
В январе 1994 года вернулся в город Вологду